# 青柳啓子
青柳啓子（あおやぎけいこ、本名同じ、1955年2月12日- ）は、ライフクリエーター。ワイヤークラフト（ワイヤーワーク）、布花クラフト、アルミ缶クラフト、ミルクティ染めなど、身近な材料を使った手作りや日々の暮らしで実践できるおもてなし術を考案している。NHKおしゃれ工房やNHK文化センターでの講師を務める他、CMセットのスタイリングやマンションモデルルームのプロデュースを行うなど、空間プロデュースも手がける。福岡県出身。糸島ふるさと大使。血液型は0型。

## 来歴・人物
福岡女学院短期大学英語科卒業。高校時代は美術部に所属。結婚後、雑誌の読者モデルとして活動。手作り作品の紹介をきっかけに、雑誌の取材を受ける。子育ての傍ら、布花クラフトやステンシルなどの教室『グリーングラス』を主宰。2000年に、手作り、料理、インテリアの演出、おもてなし術などを紹介した著書『ナチュラルな暮らしを楽しむヒント』（主婦と生活社）を出版以降、執筆や講演、空間プロデュース活動を始める。現在はインターネットでのコラム連載やセミナーを中心に活動中。

## 主な著書
1. 青柳啓子さんのナチュラルな暮らしを楽しむヒント（主婦と生活社）
2. 青柳啓子さんのようこそ!ナチュラルダイニング（主婦と生活社）
3. 青柳啓子のナチュラルハンドメイド（主婦と生活社）
4. 青柳啓子さんのパリ散歩　蚤の市を訪ねて（グランマルシェ）
5. 青柳啓子のインテリアスタイルブック（オレンジページ）
6. わたしスタイルの暮らし（筑摩書房）
7. 青柳啓子の私の家へようこそ（主婦と生活社）
8. 青柳啓子の季節をたのしむ毎日（主婦と生活社）
9. 青柳啓子のナチュラルスタイルブック（オレンジページ）